# Kasteel van Neureux

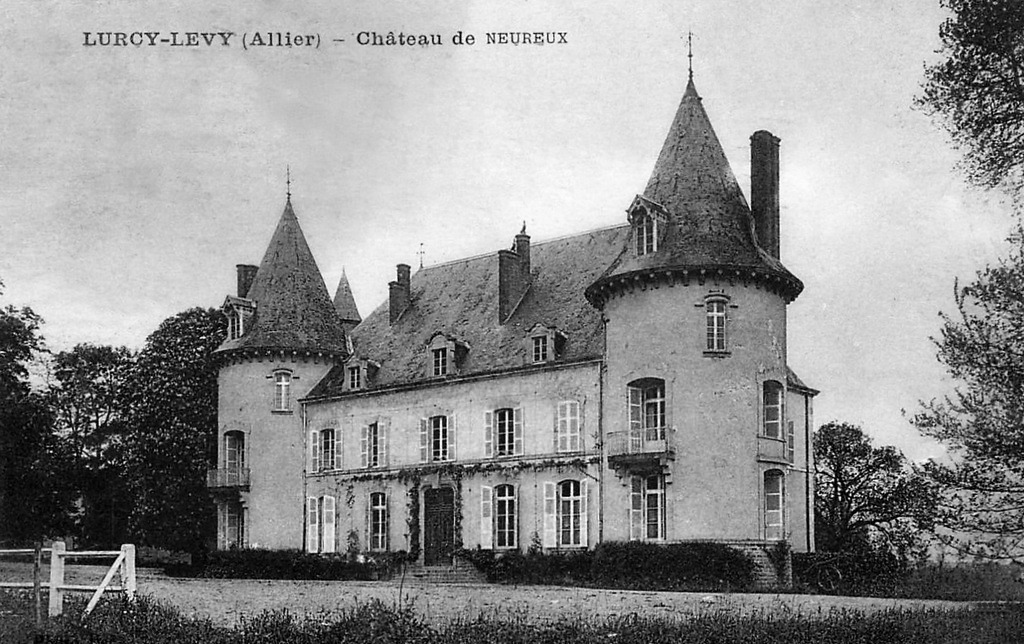
Kasteel van Neureux, Frankrijk. Foto uit 1907

Het Kasteel van Neureux staat in Lurcy-Lévis, een gemeente in het Frans departement Allier. Het kasteel en omliggend landgoed van 50 hectare bevindt zich zo'n anderhalve kilometer ten oosten van het dorpscentrum.
Het kasteel telde aanvankelijk vier ronde torens aan de voorzijde, doch twee ervan zijn verdwenen. Het heeft twee verdiepingen plus een zolder.  Het is sinds 2020 de rode draad in de tv-serie Château Planckaert op de Belgische tv-zender VRT.

## Historiek
Van de drie kastelen in Lurcy-Lévis is het kasteel van Neureux het oudste. Aanvankelijk strekte het kasteeldomein zich uit tot in de gemeente Couleuvre.
Het kasteel van Neureux werd gebouwd in het begin van de 14e eeuw. Vanaf 1301 was Willem van Aubigny de bouwheer. Het kasteel was gesitueerd in de oude provincie Bourbonnais. De familie Aubigny behield het kasteel eeuwenlang tot in de 17e eeuw. Vanaf dan wisselden de eigenaars elkaar af. In 1751 liet koning Lodewijk XV het confisqueren en werd het een residentie voor fiscale ambtenaren die er gratis mochten wonen ofwel een huur betaalden. 
In 1783 werd André de Sinety de eigenaar van het kasteel van Neureux, de bijgebouwen en het domein; aangezien hij al een ander kasteel in Lurcy-Lévis bezat, namelijk het kasteel van Lévis (sinds 1759), werd het geheel genoemd het Land van Lévis. 
In het Revolutiejaar 1789 werd het kasteel van Neureux in brand gestoken. Eind 18e eeuw werd het daarom grondig herbouwd, zodat het zijn definitief uitzicht verkreeg. De kelders en de bijgebouwen zijn evenwel van oudere datum gebleven.
In de loop van de 19e eeuw valt het kasteel in handen van gegoede bankiers. Zo werd Isaac Thuret (1771-1852), een bankier uit Nederland, de eigenaar in 1833.
In 2007 kochten Roeland Kerbosch en Valerie Valentine het kasteel. Ze lieten het restaureren, alsook de bijgebouwen, doch brachten het terug op de markt in 2016 na de kasteelbrand in het jaar 2015. In 2018 kocht de Belgische ex-wielrenner Eddy Planckaert het kasteel van Neureux. De Vlaamse realitysoap Château Planckaert heeft de kasteelrestauratie en de natuuromgeving als thema.